# Фусинган (станция метро)
«Фусинган» (англ. Fuxinggang; кит. 復興崗) — станция линии Даньшуй Тайбэйского метрополитена. Станция открыта 28 марта 1997 года в составе первого участка линии Даньшуй. Расположена между станциями «Чжунъи» и «Бэйтоу». Находится на территории района Бэйтоу в Тайбэе.

## Техническая характеристика
Станция «Фусинган» — наземная с боковыми платформами. Для перехода на противоположную платформу оборудован мостик над путями. На станции один выход. 21 августа 2018 года на станции были установлены автоматические платформенные ворота.